# Leioproctus capillatus
Leioproctus capillatus är en biart som först beskrevs av Rayment 1935.  Leioproctus capillatus ingår i släktet Leioproctus och familjen korttungebin. Inga underarter finns listade i Catalogue of Life.

## Bildgalleri

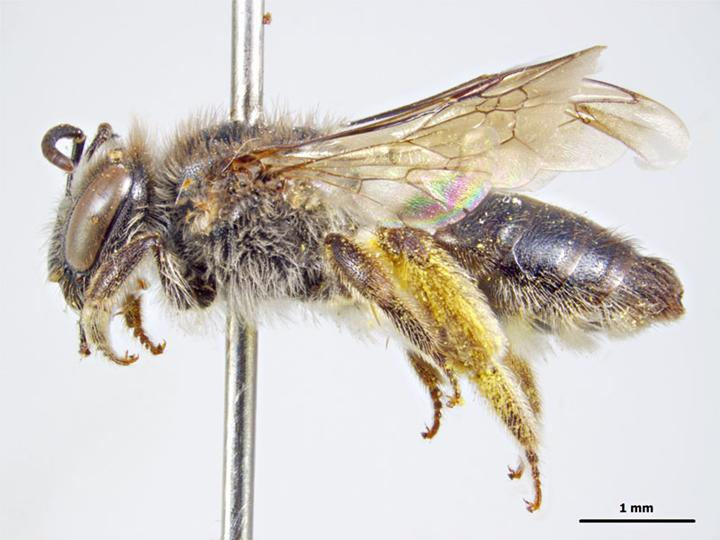
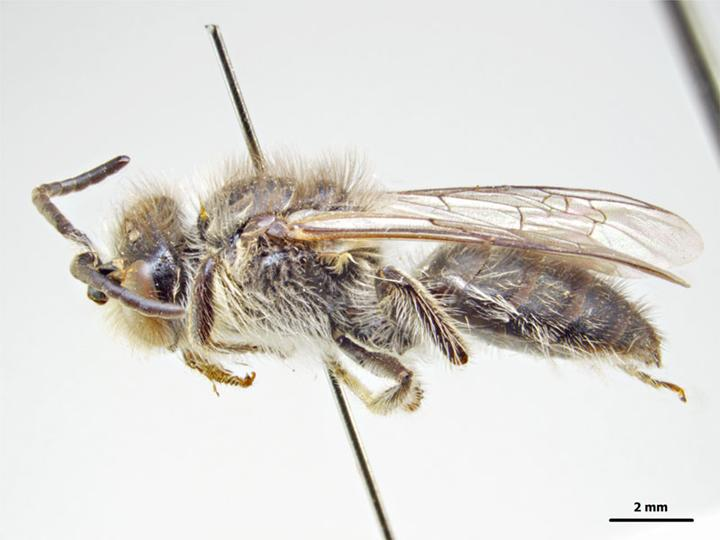